# Elajosom

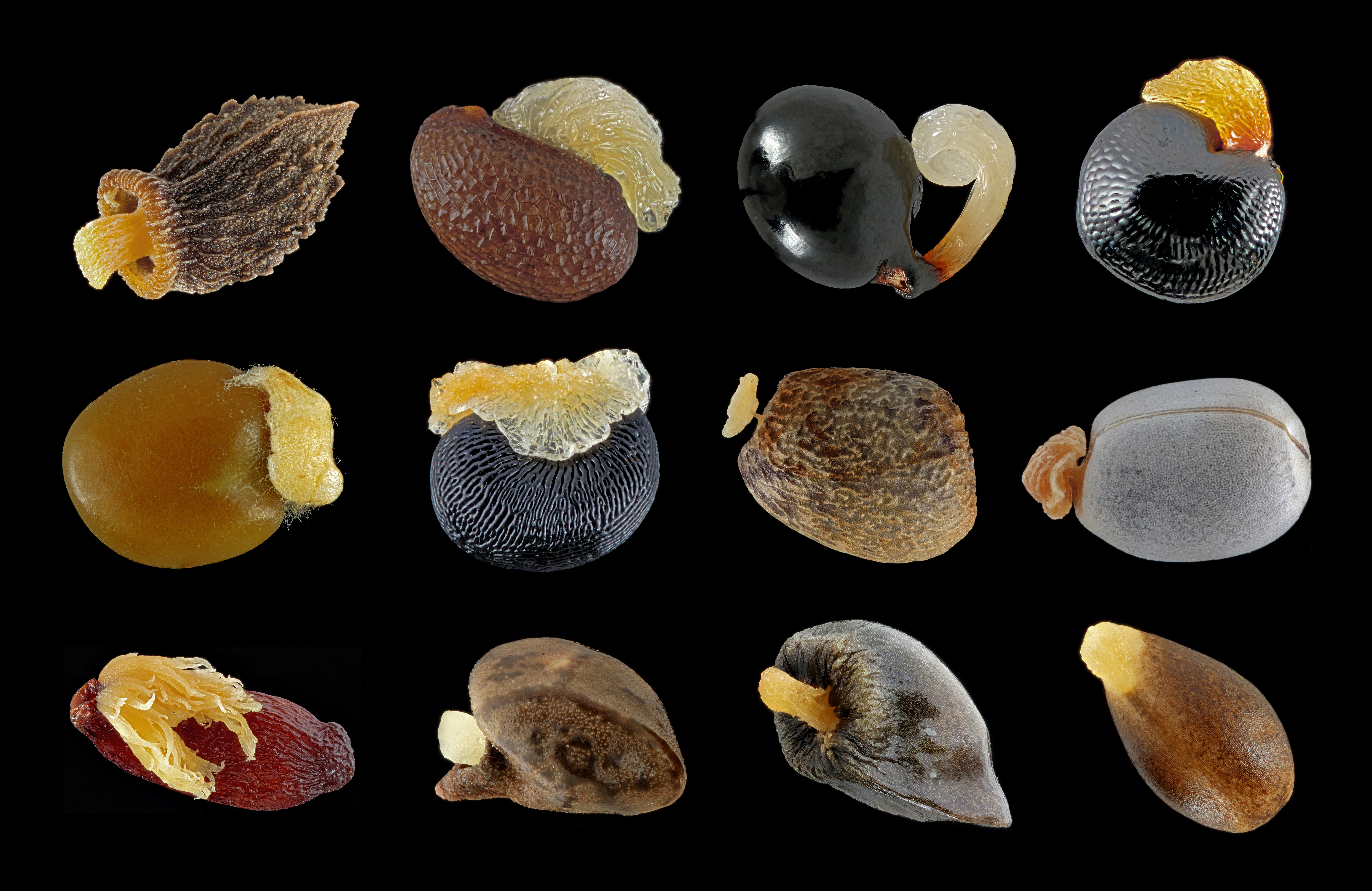
Nasiona z elajosomami

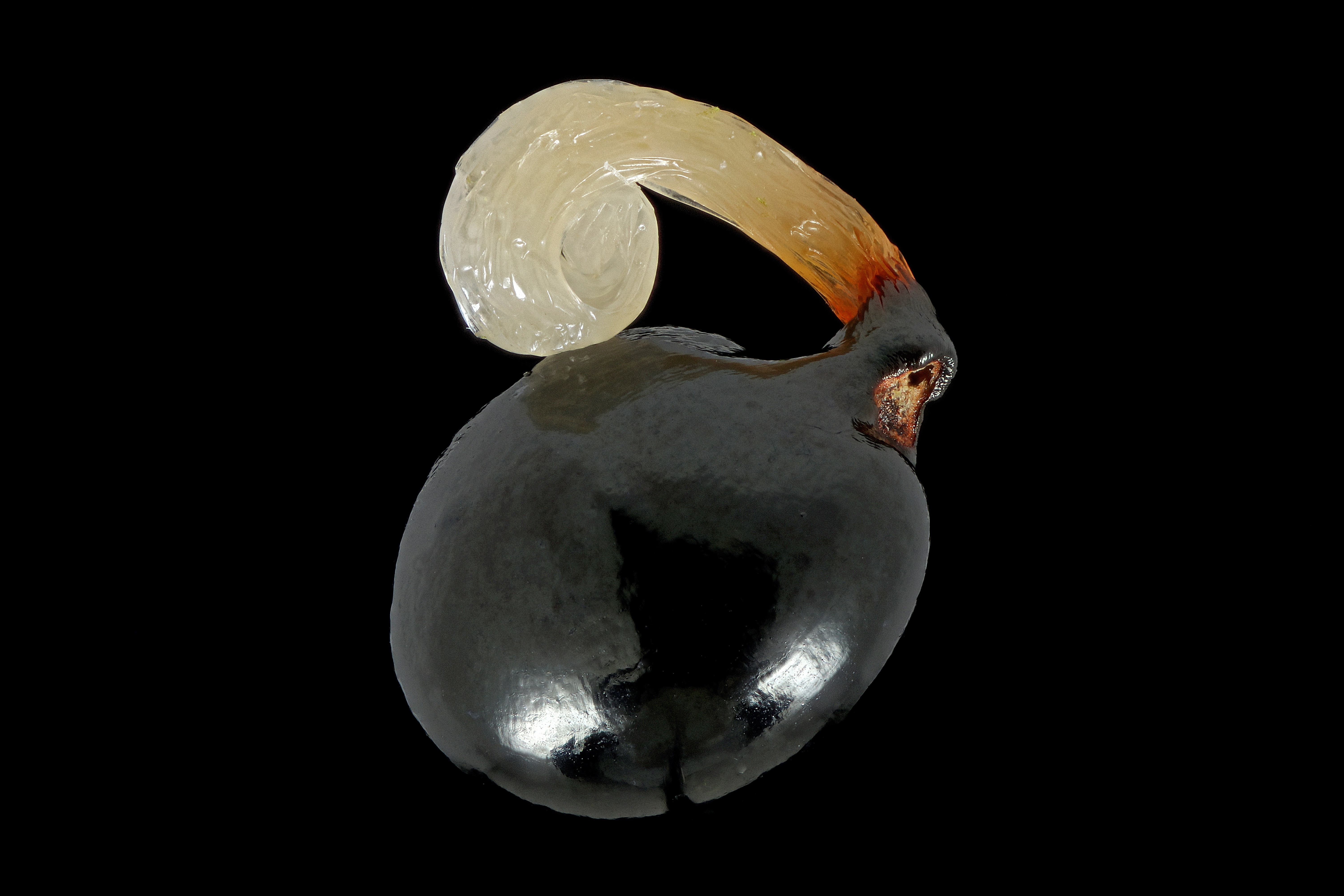
Nasiono kokoryczy pustej z elajosomem

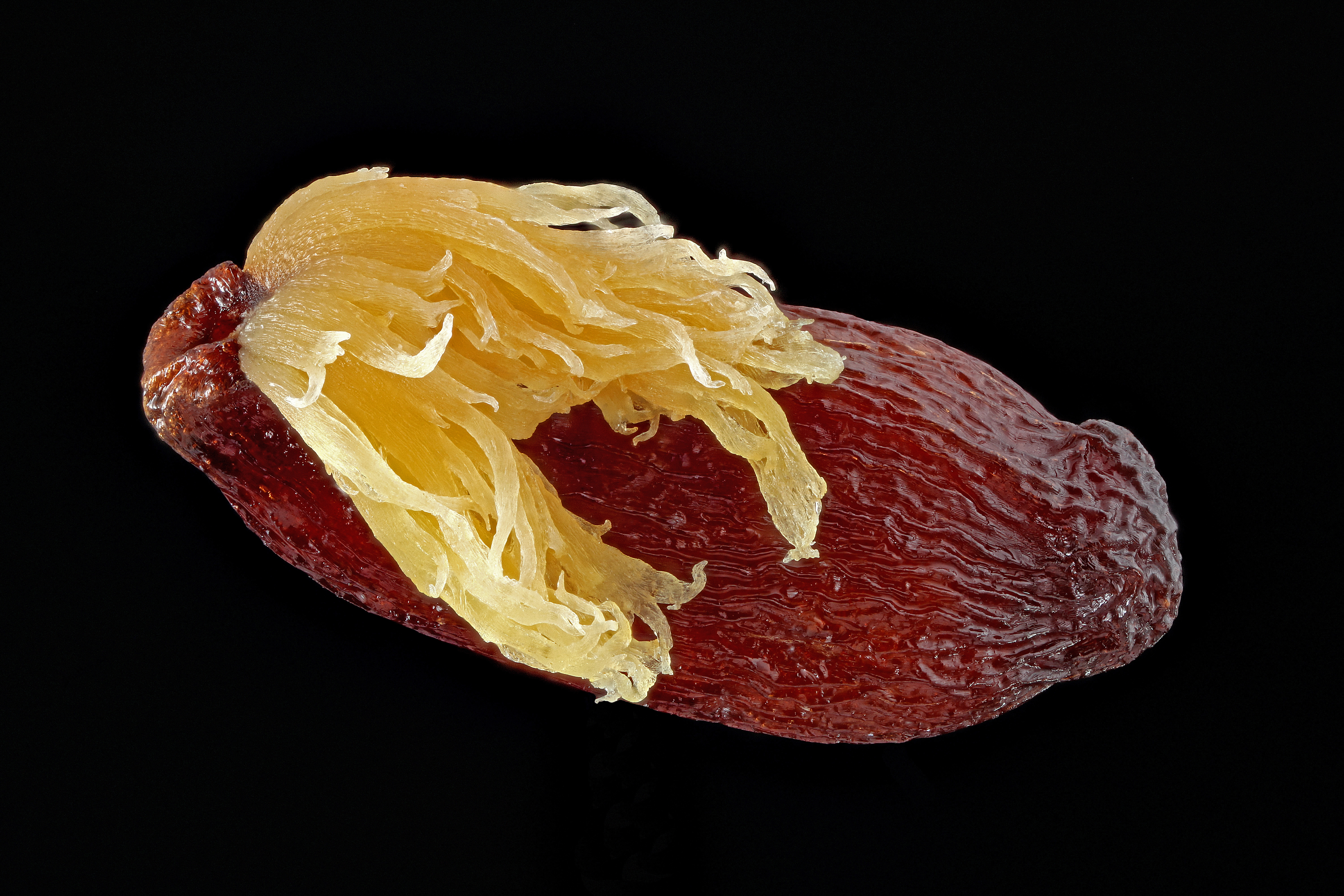
Nasiono jeffersonii z elajosomem

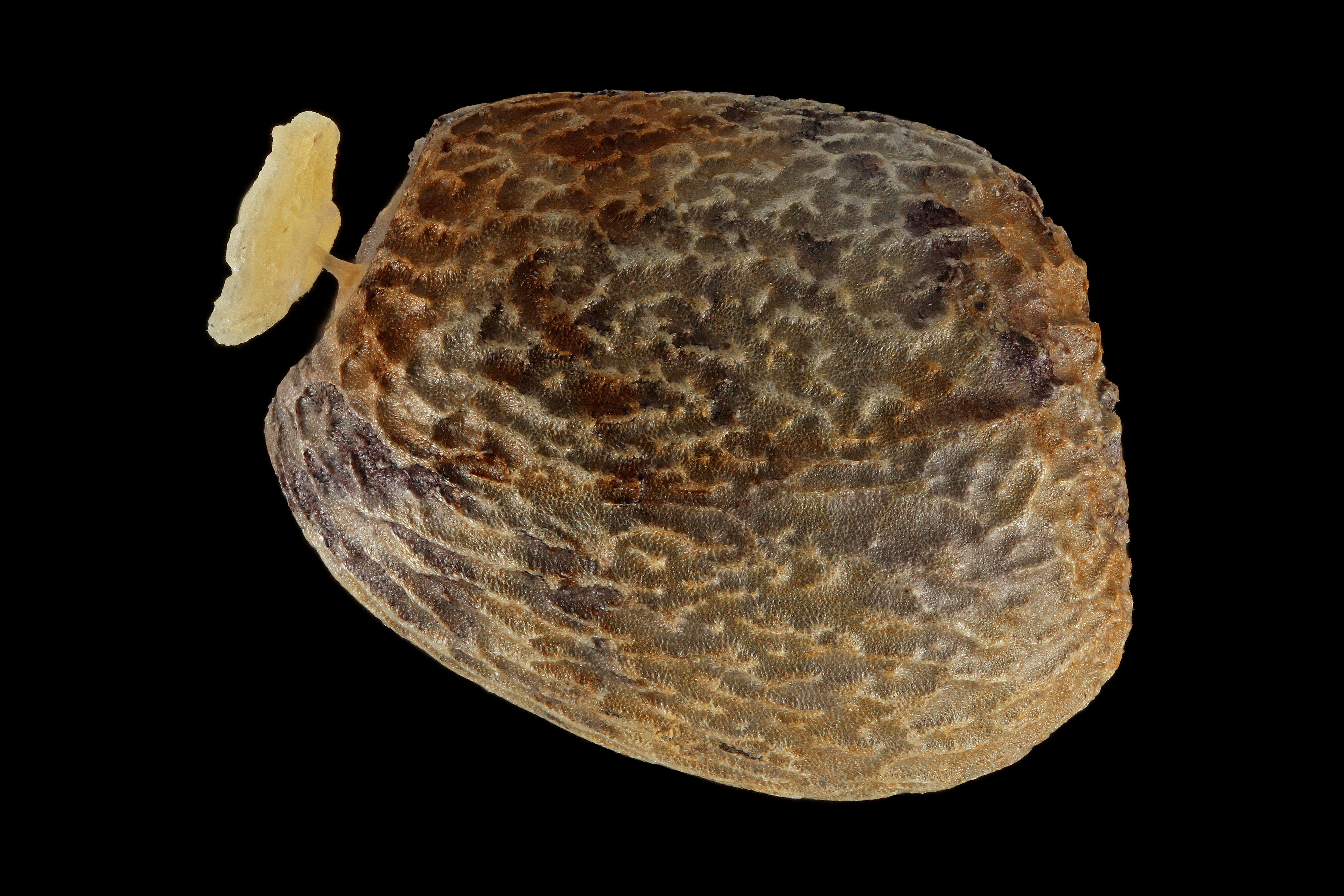
Nasiono wilczomleczu groszkowego z elajosomem

Elajosom (gr. élaion – oliwa, sōma – ciało), ciałko mrówcze, ciałko tłuszczowe – obfitujący w tłuszcze i węglowodany wyrostek nasion lub owoców niektórych roślin. Stanowi pokarm dla mrówek, które przyczyniają się w efekcie do rozprzestrzeniania takich diaspor. Wytwarzanie elajosomów nie stanowi dla roślin wielkiego kosztu, daje im natomiast znaczne korzyści, ponieważ mrówki pożywiające się nimi nie tylko rozprzestrzeniają diaspory, ale także chronią je przed roślinożercami, przenoszą w pobliże gniazd stanowiących żyzne mikrosiedliska i często umieszczają w podłożu. Ponieważ mrówki przy okazji zyskują pożywienie, relacja między tymi owadami i roślinami tworzącymi elajosomy jest przykładem mutualizmu.  

## Budowa, skład i funkcja
Elajosomy mogą mieć różne pochodzenie; jeśli znajdują się na nasionach, przylegając do łupiny nasiennej, to stanowią formę osnówki i zwykle powstają z różnych części zalążka, np. z integumentu. Elajosomy powstawać mogą także z części owoców, a nawet kwiatów i szypułek.
Elajosomy, poza pożywnymi tłuszczami i węglowodanami, zawierają m.in. witaminy B i C oraz wabiący mrówki kwas rycynolowy. U poszczególnych gatunków roślin skład chemiczny elajosomów jest różny, bywa, że nie zawierają wcale tłuszczów (np. u kosmatki polnej lub perłówki zwisłej) lub pozbawione są węglowodanów (np. u fiołków i krzyżownicy gorzkawej).
Sposób rozsiewania diaspor przez mrówki określany jest mianem myrmekochorii, czasem ze względu na przenoszenie przez zwierzęta w narządach gębowych zwany jest także stomatochorią. Zwykle jednak pierwszym etapem rozprzestrzeniania diaspor zaopatrzonych w elajosom jest ich rozsianie autochoryczne – po którym mrówki zbierają opadłe nasiona lub owoce z ziemi. U niektórych roślin (np. u jasnoty białej i purpurowej) mrówki wyciągają diaspory z elajosomami z owoców. Diaspory przenoszone są do mrowisk, przy czym elajosomy bywają spożyte po drodze i wówczas nasiona są porzucane. Po spożyciu elajosomów w gnieździe nasiona wynoszone są przez mrówki poza jego obręb.

## Występowanie elajosomów w świecie roślin
Elajosomy występują u co najmniej 11 tysięcy gatunków roślin należących do 334 rodzajów z 77 rodzin roślin okrytonasiennych. Stwierdzone zostały u różnych i niespokrewnionych grup roślin i dlatego szacuje się, że wyewoluowały niezależnie co najmniej 101, a być może nawet 147 razy. Przystosowanie do rozsiewania diaspor przez mrówki pojawia się zwykle w stosunkowo młodych rodzinach  okrytonasiennych, które wyodrębniły się przed najdalej 80 milionami lat. Najwięcej roślin wykształcających elajosomy występuje we florze Australii, południowej Afryki i w strefie umiarkowanej półkuli północnej. Znaczne korzyści, jakie daje przystosowanie do myrmekochorii, sprawia, że elajosomy stanowią jeden z bardziej rozpowszechnionych w świecie roślin przykładów konwergencji.
We florze Europy Środkowej elajosomy wykształcają rośliny m.in. z następujących rodzajów: ciemiernik (Helleborus), fiołek (Viola), glistnik (Chelidonium), jasnota (Lamium), kokorycz (Corydalis), kopytnik (Asarum), krzyżownica (Polygala), miodunka (Pulmonaria), perłówka (Melica), przylaszczka (Hepatica), pszeniec (Melampyrum), szczyr (Mercurialis), śniedek (Ornithogalum), śnieżyczka (Galanthus), wilczomlecz (Euphorbia), zimowit (Colchicum), niektóre turzyce (Carex) (np. turzyca ptasie łapki i palczasta), przetaczniki (Veronica) (np. przetacznik bluszczykowy i lśniący), możylinek (Moehringia).

## Mimetyzm
Przykładem mimetyzmu polegającego na upodabnianiu się do nasion z elajosomami są jaja straszyka australijskiego (Extatosoma tiaratum). Jaja tego gatunku przypominają nasiona i zaopatrzone są w pożywny wyrostek zwany „capitulum” naśladujący właściwościami i funkcją elajosom. Jaja znoszone są przez mrówki do gniazd i zachowują żywotność po spożyciu „capitulum”.